# Alexandre Prémat
Alexandre Prémat (Juvisy-sur-Orge, 5 de Abril de 1982) é um automobilista francês. Prémat iniciou sua carreira automotiva aos 10 anos. Disputou a GP2 em 2005 e 2006 (sendo terceiro colocado nesta última).